# جوزيف برنارد دوسن
جوزيف برنارد دوسن (بالإنجليزية: Joseph Bernard Dawson)‏ هو طبيب التوليد والنساء نيوزيلندي، ولد في 8 أبريل 1883، وتوفي في 17 أغسطس 1965.